# 豊能町立図書館
豊能町立図書館（とよのちょうりつとしょかん）は、豊能町立の公共図書館の総称。

## 概要
豊能町内には1館と1分室の図書館が設置されている。インターネット上から資料の検索、予約等が行え、受け取りは最寄りの図書館・分室で行える。資料貸出に必要な「借出カード」は、豊能町内に在住・在勤・在学している人に発行され、全館共通で利用可能が必要。

## 図書館・分室一覧
- 豊能町立図書館
- 中央公民館図書室